# Radio Studio 54 Network
Radio Studio 54 Network és una cadena de ràdio privada italiana amb seu a Calàbria. Les emissions de Studio 54 Network assoleixen en freqüència modulada deu províncies (Messina, Catània, Reggio Calàbria, Cosenza, Vibo Valentia, Catanzaro, Crotona, Lecce, Potenza, Salern) pertanyents a cinc regions del Sud d'Itàlia.
El seu lema és la frase de Bob Marley il bello della musica è che quando ti colpisce non senti dolore ("el més bonic de la música és que quan et colpeja no sents dolor").

## Història
L'emissora nasqué el 6 de juny de 1985 a partir d'una idea de Pietro Parretta i Francesco Massara (l'actual director), amb la participació d'Enzo Gatto, Memmo Minniti i Pietro Musmeci, amb el nom històric de Radio DJ Club Studio 54.
El 1991 fou la primera ràdio calabresa (i una de les primeres d'Itàlia) a utilitzar el sistema RDS (Radio Data System). El 1994 van informatitzar les emissions. A partir del 1995, gràcies a l'adquisició d'altres emissores calabreses, amplia el seu àmbit territorial a tota Calàbria i successivament a les altres regions veïnes. El 1997 es fan les primeres proves d'emissions en streaming, mitjançant la tecnologia RealAudio.
Per fi, el 1998 l'emissora adopta el seu nom actual, Studio 54 Network. I des de l'any 2000, amb l'estrena del primer estudi mòbil Stargate, es comencen a fer transmissions des de les places de diverses ciutats. El 2010 tenia una audiència estimada en 600.000 oients.

## Studio 54 LiveTour
El Studio 54 LiveTour és un espectacle outdoor que es fa des del 2000. L'espectacle itinerant, retransmès també per internet en directe, dura tot un dia i inclou convidats especials, música, concursos, entreteniment i una discoteca.

## Studio 54 Angels

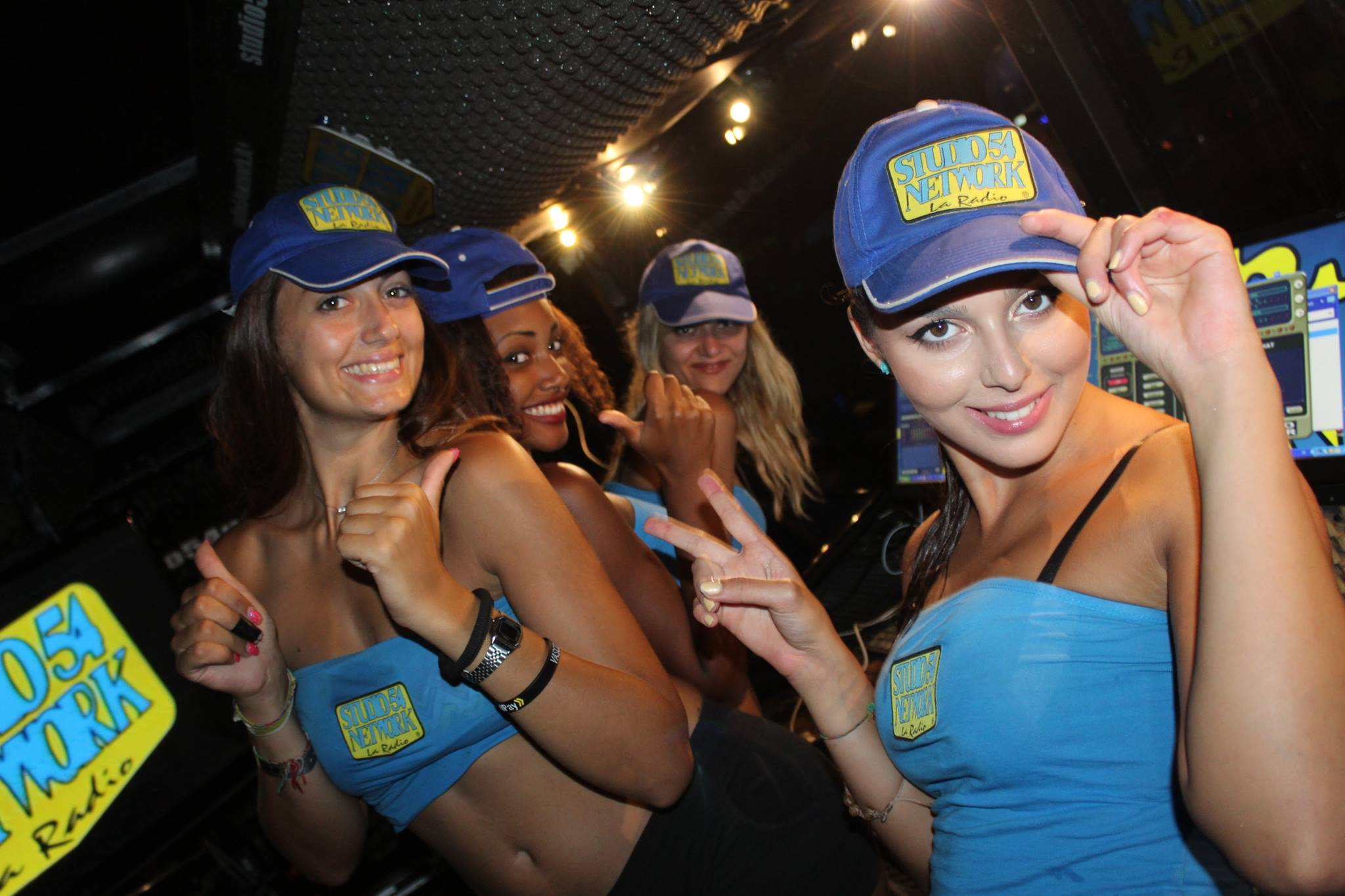
Les Studio 54 Angels.

Les Studio 54 Angels son la imatge de l'emissora al carrer. Creat per recolzar totes les activitats externes de la Studio 54 Network, aquest grup és, des del 2010, un grup d'animació que pot participar en qualsevol esdeveniment, tant si és produït per Studio 54 Network com si no. La companyia està equipada amb vehicles descapotables que permeten portar les noies ràpidament als llocs on han d'intervenir.
Els equips externs de Studio 54 Network es dediquen a l'organització de promocions comercials a tot Itàlia, ateses per hostesses, i s'estructuren per subministrar serveis a empreses i professionals. Studio 54 Network ofereix una àmplia selecció d'hostesses i models procedents de tot el país.

## Studio 54 Stargate
La unitat mòbil anomenada Studio 54 Stargate dona suport a les principals activitats i emissions en directe de la cadena. És un estudi mòbil de ràdio i televisió totalment equipat que inclou tres unitats: una consola creativa per a àudio i vídeo, i dues unitats independents per a producció, postproducció i directe d'àudio i vídeo.